# Échantillon (musique)
Pour les articles homonymes, voir Échantillon.
Ne pas confondre avec l'échantillonnage qui est une étape de la numérisation du son.
 (mai 2017).
Si vous disposez d'ouvrages ou d'articles de référence ou si vous connaissez des sites web de qualité traitant du thème abordé ici, merci de compléter l'article en donnant les références utiles à sa vérifiabilité et en les liant à la section « Notes et références ».
 (mai 2017).
- Si vous ne connaissez pas le sujet, laissez ce bandeau (vous pouvez alors contacter les auteurs).
- Si vous supprimez le contenu mis en cause (vous pouvez préalablement contacter les auteurs),

argumentez précisément cette suppression dans la page de discussion
(un manque de référence n'est pas un argument ; une recherche réelle de référence doit avoir été effectuée, être formellement documentée).

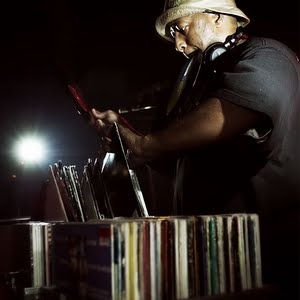
DJ Premier cherchant des échantillons sonores.

En musique, un échantillon, ou sample (anglicisme), est un extrait sonore récupéré au sein d'un enregistrement préexistant de toute nature et sorti de son contexte afin d'être réutilisé musicalement pour fabriquer un nouvel ensemble.
L'extrait en question, une brève séquence, peut provenir de n'importe quel enregistrement sonore (motif musical, voix, bruitage) et, par le biais du collage, devient une boucle utilisable dans la composition d'un morceau.
Plus généralement un échantillon désigne un enregistrement sonore relativement court utilisé avec un échantillonneur.

## Histoire

### Origines
Les compositeurs de musiques concrète et électroacoustique et les pionniers de la musique électronique, tel notamment le Français Pierre Schaeffer, ont inventé cette pratique à partir des années 1940-1950 : des bandes magnétiques et un micro servaient à capter et enregistrer du son de toute nature, elles étaient ensuite dupliquées, puis remontées au ciseau. Les premiers magnétophones multipistes sont commercialisés aux États-Unis par la société Ampex via entre autres le musicien Les Paul,, ainsi que des appareils à bande comme le Dynavox et le ReVox entre 1948 et 1951 et gagnent un plus large public ensuite. On peut citer à titre d'exemples les travaux de Karlheinz Stockhausen et Steve Reich, parmi une centaine de créateurs.
Les Britanniques Charley et Reg Watkins inventent le Copicat Tape-Echo Unit fabriqué à partir de 1958 à grande échelle, qui constitue la première table de mixage portative permettant de produire des boucles sonores, de la réverbération et un effet delay. Abordable, cette machine se diffuse de Londres à Kingston (Jamaïque). À partir de 1963, toujours à Londres, est commercialisé le mellotron Mk I.
En quittant le champ expérimental musical, le développement de l'échantillonnage va s'affirmer du côté du dub jamaïcain, du rock expérimental allemand, et de quelques groupes américains et britanniques épars. Parmi eux, le groupe new-yorkais Silver Apples, sort, en 1968, un premier album électro-pop psychédélique, composé à l'aide d'un proto-synthétiseur fabriqué par le groupe, comportant neuf oscillateurs commandés à l'aide des mains, des pieds, des genoux… Le groupe génère des sons électroniques, rajoute des collages sonores en échantillonnant toute sorte de bruits préexistants, le tout sur des rythmes tribaux, comme sur le morceau Program.
Dans l'Allemagne des années 1960, l'influence du rock anglo-saxon domine la scène, mais quelques artistes locaux, en poussant leurs recherches musicales, allèrent plus loin et se mirent à incorporer des techniques de sampling dans leurs morceaux. À partir du début des années 1970, exploitant les technologies naissantes et expérimentant en studio (bandes passées à l'envers, échos et délais sur les rythmiques), s'inspirant directement des travaux des électroacousticiens des années 1950-1960, des groupes comme Can ou Faust composaient des morceaux en intégrant des extraits sonores, ou en construisant tout un titre autour d'un ou plusieurs samples, le tout étant reporté sur bandes magnétiques. Parmi les collages musicaux enregistrés à cette époque, citons Tago Mago de Can, ou The Faust Tapes de Faust.

### Années 1970 et 1980
De leur côté, les DJ jamaïcains improvisaient des gimmicks et des paroles censées faire bouger le public (lors de sound system) sur des instrumentaux de reggae puis des dubs (remixs instrumentaux et dépouillés de morceaux reggae). Certains de ces dubs[Lesquels ?] présentaient des caractéristiques expérimentales qui allaient annoncer l'échantillonnage moderne (comme le principe de rembobiner la bande en plein enregistrement du remix). Au début des années 1970 certains DJ jamaïcains commencèrent à enregistrer leurs propres disques mais ces DJ n'avaient rien à voir encore avec les DJ de hip-hop tels qu'on les conçoit maintenant : les DJ jamaïcains jouent le rôle que jouent les MC dans le hip-hop malgré leur dénomination de « DJ ». C'était en réalité les ingénieurs du son - qui produisaient les dubs - qui ont inventé le sampling en mettant bout à bout des rythmiques pour créer de nouveaux morceaux[réf. nécessaire].
La première trace de cet échantillonnage rythmique en Jamaïque date de 1972 avec le morceau Cow Thief Skank du musicien jamaïcain Lee Perry qui est une succession, un « cut » de plusieurs rythmiques de morceaux tels que l'auraient fait des DJ américains, le tout étant réalisé avec des bandes magnétiques et non avec des platines. Sur cette partie instrumentale recomposée s'est ajouté un « proto-rap » d'un DJ jamaïcain. Ce même Lee Perry en 1974 enregistre un album, Revolution Dub où il superpose à ses dubs des dialogues de film de Kung Fu. Au même moment, aux États-Unis au début des années 1970 un DJ d'origine jamaïcaine DJ Kool Herc, qui s'était installé dans le Bronx, invente le « cut », technique consistant à n'écouter que certains passages des disques qu'il passait avec ses platines et à « jongler » d'un disque à un autre sans interruptions. C'est de cette manière qu'il donna au DJ un rôle nouveau qu'il garde désormais : celui d'assembler en live plusieurs extraits de morceaux pour en faire un nouveau. À la fin des années 1970, le style de Herc franchit les frontières du Bronx pour conquérir tout New York. Ayant vite abandonné le reggae, Herc ne passait plus que du disco et du funk. Mais il ne passait pas les tubes que tout le monde connaissait, il faisait des « cuts » des breaks de batterie et percussions de l'album au grand plaisir des danseurs. Ainsi, avec des MC, des breakdanceurs, il lance le hip-hop lors des block-parties.
L'échantillonnage fait sa véritable percée à la fin des années 1970 où le groupe The Sugarhill Gang reprit des extraits de Good Times de Chic comme base de leur Rapper's Delight qui devint le premier 45 tours de hip-hop à rencontrer un succès commercial. C'était également le premier à faire face à des difficultés légales, car Bernard Edwards et Nile Rodgers, les compositeurs des Good Times, n'ont pas été crédités sur le disque. Le hip-hop était loin d'être la seule musique populaire à utiliser le principe de l'échantillonnage pendant les années 1970 et le début des années 1980. Psychedelic Shack des Temptations comporte un échantillon provenant des 45 tours de leurs succès I Can't Get Next to You et My Life In The Bush of Ghosts, un album de 1981 par Brian Eno et David Byrne, fait un usage étendu d'échantillons vocaux.
Vers le milieu des années 1980, la musique hip-hop rencontrant un large succès commercial et le prix des échantillonneurs devenant accessible à tous, l'échantillonnage atteignit un statut grand public. L'un des groupes les plus connus dans les années 1980 est Art Of Noise (Dragnet, Moments in Love, Close to the Edit) qui mélangeait séquences électroniques avec des échantillons allant de l'extrait de discours politique aux bruits de moteurs.

### Questions juridiques
Là où les compositeurs de musique concrète enregistraient eux-mêmes tous leurs échantillons musicaux[réf. nécessaire], les pratiques modernes de l'échantillonnage se tournent le plus souvent vers la facilité et une exploitation de musiques déjà existantes, d'où les problèmes juridiques des ayants droit des créations et des enregistrements utilisés, et les controverses qu'ils engendrent. Une fois que le hip-hop et les autres formes musicales intégrant des échantillons commencent à représenter une source de revenus significative, les ayants droit (ex. artistes créateurs des morceaux originels ou maisons de disques) entreprennent des actions judiciaires en portant plainte pour atteinte au droit d'auteur (ou plus exactement à la notion américaine du droit d'auteur). Quelques artistes ripostent en invoquant la notion légale de fair use. Un des premiers cas principaux d'échantillonnage illégal est celui de Pump Up the Volume par M/A/R/S/S, sorti en 1987. Alors que le disque se plaçait parmi les dix meilleures ventes britanniques, les producteurs (Stock Aitken Waterman) obtiennent une injonction contre le disque due à l'utilisation illégale d'un échantillon provenant de leur tube Roadblock. Le différend est réglé en dehors des tribunaux, les poursuites sont abandonnées en échange de la suppression du sample de Roadblock sur les versions du disque commercialisées à l'étranger et le disque parvient au sommet des classements du Royaume-Uni. Ironiquement, l'extrait en question est tellement déformé qu'il était devenu pratiquement méconnaissable, et les SAW ne s'étaient pas rendu compte que leur disque était cité d'avoir entendu le coproducteur Dave Dorrell mentionner l'emprunt lors d'un entretien à la radio[réf. nécessaire].
Au début des années 1990, Vanilla Ice est critiqué pour l'usage non autorisé d'un échantillon du tube Under Pressure de David Bowie et Queen,. La défense de Vanilla Ice repose sur l'addition d'une note d'agrément non présente dans l'original ; aucune plainte n'est déposée, mais il est vraisemblable que Vanilla Ice a accepté de payer Queen et Bowie pour éviter un procès[réf. nécessaire]. De façon plus dramatique, l'album de Biz Markie I Need a Haircut est retiré des bacs en 1992 à la suite de la décision de la cour fédérale des États-Unis (Grand Upright Music, Ltd. v. Warner Brothers Records, Inc.) jugeant que son utilisation d'un échantillon provenant de la chanson Alone Again (Naturally) de Gilbert O'Sullivan n'était pas simplement une atteinte au droit d'auteur, mais un crime de vol. Ce cas a un effet retentissant sur l'industrie musicale, les maisons de disques s'inquiétant beaucoup plus du caractère légal de l'échantillonnage et exigeant que les artistes déclarent la totalité des échantillons utilisés dans leur travail[réf. nécessaire]. D'autre part, la décision rend également plus attrayant pour les artistes et les labels musicaux le fait de permettre à d'autres d'échantillonner leur travail, sachant qu'ils seraient payés — souvent de manière très attractive — pour leur contribution.
De nombreux cas impliquant des échantillons non autorisés sont encore survenus par la suite. Vers la fin des années 1990, The Verve est forcé de payer 100 % des redevances[réf. nécessaire] de leur tube Bitter Sweet Symphony pour l'usage non autorisé d'un échantillon provenant d'une reprise du morceau The Last Time des Rolling Stones dans une version orchestrale. Le catalogue des Rolling Stones est l'un des plus activement protégés sur le plan contentieux dans le monde de la musique populaire — l'affaire rappelle à certains égards les difficultés judiciaires rencontrées par Carter the Unstoppable Sex Machine pour avoir cité des paroles de Ruby Tuesday dans leur chanson After the Watershed quelques années plus tôt. Dans les deux cas, la question n'était pas l'utilisation de l'enregistrement, mais l'utilisation de la chanson elle-même - la section de The Last Time employée par The Verve ne faisait même pas partie de la composition originale, mais parce qu'elle était dérivée d'une reprise de celle-ci, Jagger et Richards avaient toujours droit aux redevances et au crédit sur les œuvres dérivées. Ceci illustre un point juridique important : même si un échantillon est employé légalement, il peut exposer l'artiste à d'autres problèmes.

### Années 2000
Depuis 2001, un mouvement de culture libre — commencé principalement par Lawrence Lessig — incite de nombreux artistes à publier leur travail audio sous une des licences Creative Commons (les trois licences en question sont : sampling, sampling+ et  NonCommercial Sampling Plus) qui autorisent l'échantillonnage de l'œuvre selon certaines conditions.
En 2005, la plupart des artistes grand public obtiennent l'autorisation préalable d'employer des échantillons, un processus connu sous le nom de clearing (permettant l'usage d'un extrait et, habituellement, versant des honoraires payés d'avance et/ou une part des droits d'auteurs à l'artiste original). Les groupes indépendants, manquant des fonds et de l'aide juridique pour faire autoriser leurs échantillons, sont défavorisés. Un cas notable au début des années 1990 est un conflit entre le groupe Negativland et Casey Kasem à propos de l'utilisation par le groupe d'extraits non diffusés de l'émission de radio de Kasem America's Top 40 sur le single U2 de Negativgland. Plus récemment, en 2004, DJ Danger Mouse connait des démêlés similaires avec la maison de disques EMI à la suite de la sortie du The Grey Album (un mélange de l’album blanc des Beatles et du Black Album du rappeur Jay-Z), le label musical ayant produit des injonctions « cease and desist » concernant les échantillons non autorisés des Beatles.